# Євстахій III
Євста́хій III (або Есташ III; фр. Eustache III; близько 1060—†1125) — граф Булонський (з 1088), учасник Першого хрестового походу та старший брат перших двох королів Єрусалимського королівства — Готфріда та Балдуїна I.

## Біографія
Євстахій ІІІ був старшим сином графа Булонського Євстахія ІІ та Іди Верденської, дочки герцога Нижньої Лотарингії Готфріда ІІ. Після смерті свого батька у 1088 році Євстахій успадкував Булонське графство та значні землі в Англії, найголовніше в Ессексі, а також в одинадцяти інших англійських графствах, які мали виставляти до королівської армії 120 лицарів.
1096 року Євстахій ІІІ вирушив у Хрестовий похід до Леванту. Але, на відміну від своїх молодших братів Готфріда та Балдуїна, Євстахій не здобув військової слави і скоро повернувся на батьківщину, тоді як Готфрід заснував на Святій Землі Єрусалимське королівство. Після того, як в 1100 році помер Готфрід, а у 1118 успадкувавший його на посаді короля молодший брат Євстахія ІІІ Балдуїн І, престол Єрусалимського королівства мав перейти до Євстахія. Спочатку граф не виявляв інтересу до перспективи царювання у Палестині, та його вдалось умовити, і він вирушив на Святу Землю. Але в Апулії Євстахію стало відомо, що королем Єрусалима було обрано Балдуїна де Бурка. Не маючи достатньої підтримки серед хрестоносців, Євстахій не продовжив боротьбу за єрусалимський престол і повернувся у рідне графство.
Як граф Булонський Євстахій ІІІ продовжував політику свого батька на тісний союз з королями Англії.
Біля 1101 року він одружився з Марією Шотландською, дочкою шотландського короля Малкольма ІІІ та Маргарити Шотландської (онукою князя Ярослава Мудрого), сестрою дружини англійського короля Генріха І Боклерка. Дочка Євстахія та Марії — Матильда Булонська у 1110-х роках була заручена з племінником Генріха І Стефаном Блуаським.
1125 року Євстахій відійшов до монастиря Румільї, де скоро помер. Як графиня Булонська спадкоємицею стала його єдина дочка Матильда.

## Родина та діти
Євстахій III був одружений (1101/1102) з Марією Шотландською (†1116), дочкою Малькольма III, короля Шотландії, та Маргарити Святої. Їхня єдина дитина:
- Матильда Булонська (1116—1151), графиня Булоньська (з 1125), одружена зі Стефаном Блуаським, королем Англії.

## Виноски
1. ↑  http://www.coltechpub.com/hartgen/htm/of-dunkeld.htm
2. ↑  https://digital.lib.washington.edu/researchworks/bitstream/handle/1773/16588/Matt%20King%20Research%20Project.pdf?sequence=1
3. 1 2  Kindred Britain
4. ↑  За іншими даними, 1093 року
5. ↑  За даними Книги Страшного суду.